# Air Barons
Die Air Barons waren von 1967 bis 1971 ein Kunstflug-Team der Naval Air Reserve und damit zeitweise das zweite Kunstflugteam der US Navy neben den Blue Angels. Das Team war während seines Bestehens mit zwei Varianten der Douglas A-4 Skyhawk ausgerüstet.

## Geschichte
Im Juni 1958 wurde die VF-725 Squadron (Staffel) der Naval Air Reserve aufgestellt und auf der United States Naval Air Station Glenview stationiert. Anfangs flog die VF-725 mit der Grumman F9F-6 Cougar, ging aber später zur FJ-4B Fury über. Im Juli 1964 wurden sie als VA-725 neu aufgestellt und mit sechs A-4B Skyhawks ausgerüstet.
Im Jahr 1967 stellte die VA-725 die Air Barons als Representationsteam der US Naval Air Reserve auf. Das Team debütierte im gleichen Jahr auf der Canadian International Air Show. Im Juli 1968 wurde die VA-725 in VA-8 umbenannt.
Im November 1968 erhielt das Team den offiziellen Status als Flugdemonstrationsteam. Im Mai 1970 wechselte das Team zur A-4L-Modell Skyhawk, das ein leistungsstärkeres Triebwerk und eine verbesserte Elektronik hatte als bisherige Versionen. Am 28. Juni 1970, während einer Landung nach der Flugvorführung, platze beim Flugzeug des Teamleader ein Hauptfahrwerksreifen. Das Flugzeug rollte die volle Länge der Landebahn runter und schleuderte dann über das Ende der Piste hinaus. Daraufhin kollabierte das Bugfahrwerk und die Nase des Flugzeuges wurde schwer beschädigt. Glücklicherweise wurde der Pilot, Jim Mahoney (der Gründer des Teams) nicht verletzt.
Im Juli 1970 wurde im Rahmen einer NavAir-Reorganisation die VA-209 in NAS Glenview, Chicago, Illinois aus den Staffeln VA-5 und VA-8 als Nachfolger der VA-725 Squadron neu aufgestellt.
Während der Air Barons typischen 30-minütige Flugshow wurden mit den 6 Flugzeugen diverse Formationen und Splits geflogen. Im Gegensatz zu den Blue Angels, die zur selben Zeit auch die A-4 flogen, flogen die Air Barons immer mit je einem Zusatztank unter jedem Flügel während die Blue Angels nur für Überführungsflüge externe Zusatztanks verwendeten und die eigentlichen Flugvorführungen gänzlich ohne Außenlasten vollführten. Eine der 6 A-4 hatte zudem am Centerlinepylon einen Schlauchtrommelbehälter, um im Zuge der Show eine andere A-4 des Teams als Teil der Vorführung zu betanken. Im Gegensatz zu den vollberuflichen Militärpiloten der Blue Angels, die während ihrer Einteilung bei den Blue Angels ausschließlich Kunstflug betreiben, waren die Piloten der Air Barons als Piloten der Naval Air Reserve nur als Teilzeit-Militärpiloten aktiv. Die Piloten im Team waren alle ehemalige reguläre Marine-Piloten (Piloten in Reserve). Die Mannschaft umfasste Fluglinienpiloten, einen Lehrer, einen Finanzexperten und einen Artdirektor für den Playboy. So waren die Air Barons-Piloten alle auch Teil der Zivilbevölkerung, so erklärt sich das Motto des Teams: „Zweimal ein Bürger“ (Twice a Citizen).
Am Ende des Jahres 1971 wurde die übergeordnete Einheit des Teams VA-209 bei der Naval Air Station (NAS) Glenview, Illinois, aufgelöst. Die Air Barons hatten somit keine Flugzeuge und Unterstützung (Logistik/Support/Mechaniker) mehr. Dies beendete die Existenz des einzigartigen Kunstflugteams. Das Team flog 66 offizielle Flugvorführungen während seines Bestehens.